# Iba N'Diaye
Iba N'Diaye (San Luis de Senegal, 1928 - 2008) fue un pintor franco-senegalés.
Con 15 años, asistió al Lycée Faidherbe y pintaba los carteles de los cines y de la ciudad. 
Se fue a París en 1948, donde frecuenta clubes de jazz y comienza arquitectura en la École des Beaux-Arts. El escultor Ossip Zadkine le descubre la escultura tradicional de África y viaja por Europa. 
La independencia de Senegal le hace regresar en 1959 y participa en la creación de la École des Arts du Sénégal, donde realiza una exposición en 1962 y es docente hasta 1966.
Fue en el taller de la Ruche donde nace su serie de óleos sobre el sacrificio del cordero que expone en 1970 en Sarlat, y en 1974 en Amiens.
En 1981, expone en Nueva York, en 1987, en el Museum für Völkerkunde de Múnich, en 1989 en los Países Bajos, en 1990 en Tampere (Finlandia), en 1996 en el Museum Paleis Lange Voorhout de La Haya, en 2000 en su ciudad natal, etc.

## Algunas obras notables
- Tabaski la Ronde à qui le Tour - 1970
- Sahel - 1977
- The Cry / Head of a Djem Statuette Nigeria - 1976
- Study of an African Sculpture - 1977
- The Painter and his Model - 1979
- Study of a Wé Mask - 1982
- Jazz in Manhattan - 1984
- Big Band - 1986
- Juan de Pareja Attacked by Dogs - 1986
- The Cry - 1987
- Hommage à Bessie Smith - 1987
- Trombone - 1995
- Trio - 1999